# افسانه رزم‌های ایگور
افسانه رزم‌های ایگور (اسلاوی شرقی باستان: Слово о пълкѹ Игоревѣ) داستان مبارزات ایگور یک شعر حماسی قرون وسطایی روسی است که لشکرکشی شاهزاده ایگور سواتوسلاویچ کیف علیه قبایل کوچ نشین پولوفتسی را در قرن دوازدهم بازگو می‌کند. این شعر که به زبان اسلاوی شرقی قدیم نوشته شده است، داستان سفر ایگور را برای انتقام از یورش پولوفتسی‌ها به سرزمین‌هایش و دستگیری بعدی او توسط دشمن بیان می‌کند.
شعر با آماده شدن ایگور برای لشکرکشی آغاز می‌شود و جنگجویان و متحدانش را جمع می‌کند تا علیه پولوفتسیان لشکرکشی کنند. هنگام سفر در استپ‌ها، مردان با چالش‌ها و سختی‌هایی از جمله آب و هوای سخت، کمبود آب و غذا و حملات دشمن روبرو می‌شوند. علی‌رغم این موانع، ایگور و افرادش با عزم خود برای شکست دادن دشمنان به راه خود ادامه می‌دهند.
سرانجام ایگور و ارتشش به اردوگاه پولوفتسیان می‌رسند و درگیر نبردی سخت می‌شوند. اگرچه شاهزاده شجاعانه می‌جنگد، اما در نهایت توسط پولوتسیان دستگیر شده و اسیر می‌شود. این شعر مبارزات ایگور را دنبال می‌کند که سعی می‌کند از اسارت فرار کند و به میهن خود بازگردد و در این راه با خیانت و فریب مواجه می‌شود.
داستان کمپین ایگور داستانی جاودانه از شجاعت، شرافت و روحیه پایدار مردم روسیه است. این اثر به عنوان شاهکار ادبیات قرون وسطایی روسیه مورد تجلیل قرار گرفته است و در طول قرن‌ها الهام بخش هنرمندان، نویسندگان و موسیقی دانان بی شماری بوده است.